# 훈증
훈증(熏蒸, fumigation)은 식품에 살균가스를 뿌려 미생물과 해충을 죽이는 방법으로, 통제공기저장법은 특히 과일을 오래 저장할 수 있는 조건을 만드는 것이다. 가장 많이 사용하는 통제공기는 질소 92 ~ 95%, 산소 3%, 이산화탄소 2 ~ 5%로 이루어진다.